# 3-я бригада кавалерийского запаса
3-я бригада кавалерийского запаса — учебное кавалерийское соединение в составе русской императорской армии.
Штаб бригады: Харьков.

## История бригады

### Формирование
- 1863—1875 — 3-я резервная кавалерийская бригада
- 1875—1883 — 3-я запасная кавалерийская бригада
- 1883—1918 — 3-я бригада кавалерийского запаса

## Состав бригады
- 5-й Запасный кавалерийский полк (Балаклея)
- 8-й Запасный кавалерийский полк (Новогеоргиевск)
- Кавказский запасный кавалерийский дивизион (с началом войны развёрнут в 9-й Запасный кавалерийский полк) (Армавир)

## Командование бригады

### Начальники бригады
- 03.10.1894—28.11.1901 — генерал-лейтенант Вельяминов-Зернов, Митрофан Алексеевич
- 19.05.1906—10.03.1907 — генерал-лейтенант Клавер, Николай Карлович
- 03.04.1907—1910 — генерал-лейтенант Цуриков, Владимир Андреевич
- 22.10.1910—13.03.1916 — генерал-майор Алымов, Аполлинарий Александрович
- 19.06.1917—? — генерал-майор Залевский, Николай Кириллович